# Leuchtturm Darßer Ort
Der Leuchtturm Darßer Ort ist ein Seefeuer an der Ostsee in Mecklenburg-Vorpommern. Er steht am Darßer Ort, der nordwestlichen Spitze der Halbinsel Fischland-Darß-Zingst. Er warnt vor den Untiefen der Darßer Schwelle. Der Leuchtturm ist ca. 6,5 km vom Ostseebad Prerow entfernt und befindet sich innerhalb des Nationalpark Vorpommersche Boddenlandschaft.

## Geschichte
Der Leuchtturm wurde als runder Bau 1847–1848 aus roten Ziegeln errichtet und am 1. Januar 1849 in Betrieb genommen. Der Probebetrieb lief seit dem 16. November 1848. Neben dem Turm wurde ein Wärterhaus erbaut. Der Leuchtturm ist damit einer der ältesten an der deutschen Ostseeküste. Er ist 35,4 m hoch, das von Scheinwerferlinsen verstärkte Feuer befindet sich in einer Höhe von 33 m. Seit 1936 wird das Feuer elektrisch betrieben. Es hat die Charakteristik Fl (2+4) W 22s, das bedeutet zwei und vier weißfarbene Blitze alle zweiundzwanzig Sekunden. Die Tragweite des Lichts beträgt 23 Seemeilen. Seit 1978 wird der Leuchtturm ferngesteuert betrieben. Nach der Grenzschließung am 13. August 1961 wurde 1962 der Zugang zum Leuchtturm gesperrt. Erst seit März 1995 können wieder Besucher die 134 Stufen zur Aussichtsplattform besteigen. Der Leuchtturm zählt mehr als 100.000 Besucher im Jahr.
Die Verantwortlichkeit für den Leuchtturm liegt seit 2020 beim Wasserstraßen- und Schifffahrtsamt Ostsee.

## Besonderheit
Die Leuchtturmanlage mit ehemaligem Wohnhaus und Lotsenstation steht unter Denkmalschutz und wurde als Baudenkmal in die Kreisdenkmalliste des Landkreises Vorpommern-Rügen aufgenommen.
Am Fuß des Leuchtturms befindet sich das Natureum, eine Außenstelle des Deutschen Meeresmuseums Stralsund.

## Philatelistische Würdigung
Die erste Briefmarke, die den Leuchtturm Darßer Ort zeigt, erschien am 7. Mai 1974 von der Deutschen Post der DDR. Die Marke gehört zur Serie Leuchttürme, Leit-, Leucht- und Molenfeuer (Mi.Nr. 1955) mit dem Wert von 20 Pfennig. Der Entwurf stammt vom Grafiker Jochen Bertholdt aus Rostock. Die Auflage betrug 12 Millionen Stück.
Leuchtturm Darßer Ort

Link zum Bild

In philatelistischer Würdigung des Turms gab die Deutsche Post AG mit Ausgabetag 7. Juni 2018 ein Postwertzeichen im Wert von 45 Eurocent heraus. Die deutsche Sonderpostwertzeichenserie Leuchttürme (Mi.-Nr. 3391) erscheint seit 2004. Der Entwurf dieser Marke der Briefmarkenserie Leuchttürme stammt, wie alle bisherigen Briefmarken der Serie, vom Grafiker Johannes Graf aus Dortmund nach fotografischer Vorlage vom Wissenschaftsfotograf Reinhard Scheiblich aus Norderstedt. Die Ausgabe erfolgte in einer Auflage von 4,5 Millionen Stück.